# David Bevington

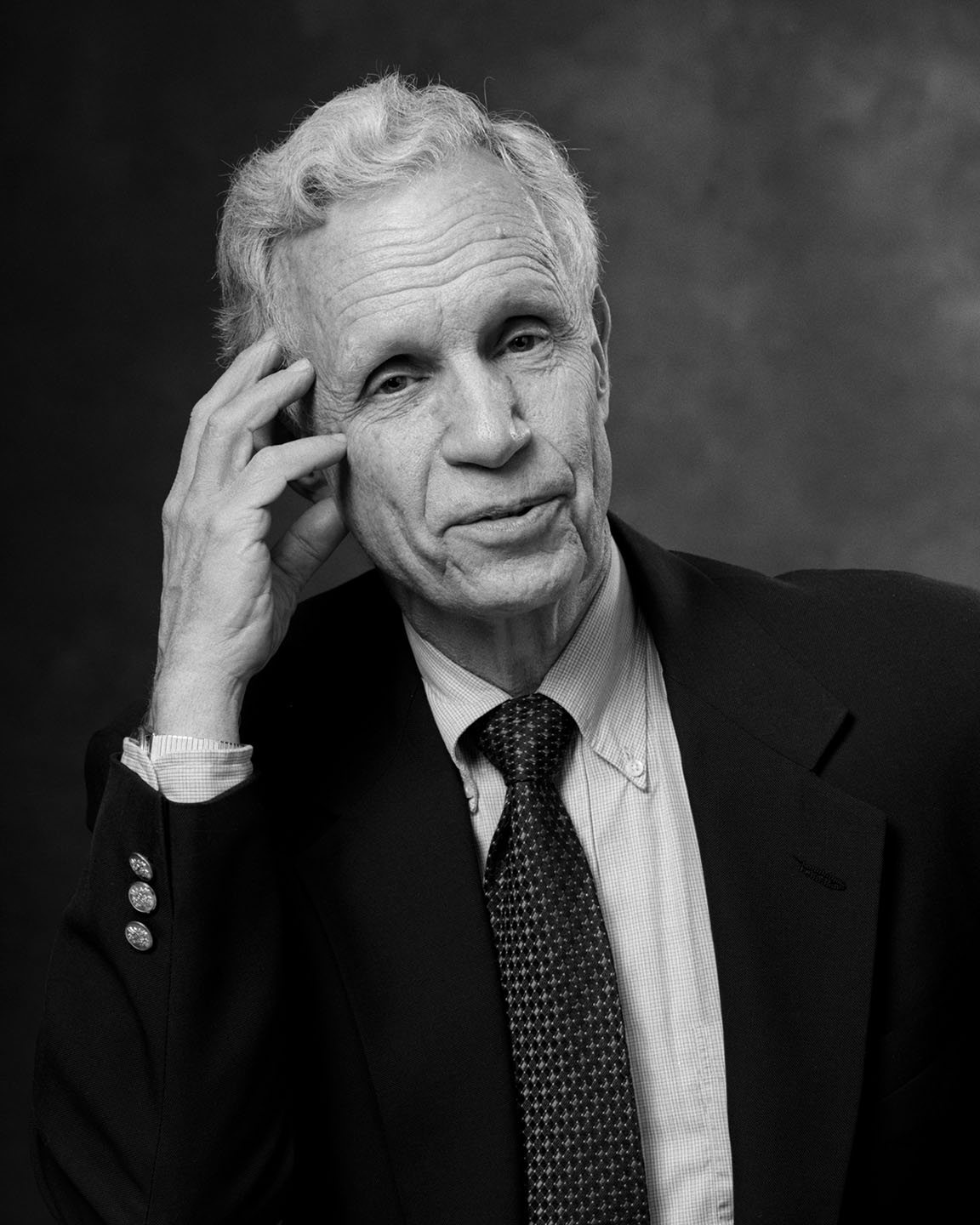
David Bevington

David Martin Bevington (* 13. Mai 1931 in New York City; † 2. August 2019 in Chicago) war ein US-amerikanischer Literaturwissenschaftler, Anglist und Komparatist an der University of Chicago. Er galt als einer der anerkanntesten Shakespeare-Kenner seiner Zeit.

## Leben und Wirken
David Bevington wurde in New York City geboren und wuchs ab dem 12. Lebensjahr in Durham, North Carolina auf, wo sein Vater Merle Bevington eine Professur für Victorian studies innehatte. Seine Mutter war die Dichterin Helen Bevington.
Bevington erwarb 1948 seinen Schulabschluss an der Phillips Exeter Academy und 1952 einen Abschluss in Geschichte und Literatur an der Harvard University. Unterbrochen vom Militärdienst bei der United States Navy erhielt er an der Harvard University 1957 einen Ph.D. und anschließend eine Stellung als Instructor, bevor er 1961 an die University of Virginia ging (ordentliche Professur 1966) und schließlich 1967 eine Professur für Englisch an der University of Chicago erhielt. Zuletzt hatte er eine nach Phyllis Fay Horton benannte Professur für Humanities inne. In Chicago verbrachte Bevington seine weitere akademischen Karriere und blieb bis 2018 aktives, lehrendes Mitglied der Fakultät.
Bevington befasste sich mit der Geschichte des Dramas, mit Schwerpunkten in Mittelalter, Renaissance und früher Neuzeit im englischen Sprachraum. Er war Herausgeber zahlreicher Werke von Shakespeare, Christopher Marlowe und Ben Jonson. An der University of Chicago war er führend an der Einrichtung des Studienganges für Theaterwissenschaften beteiligt.
David Bevington starb im Alter von 88 Jahren an einer Infektionskrankheit. Mit seiner Frau Peggy war er 66 Jahre verheiratet. Das Paar hatte vier Kinder, von denen eines vor seinen Eltern starb (1977).

## Schriften (Auswahl)
- From “Mankind” to Marlowe (1962)
- Tudor Drama and Politics (1968)
- Action Is Eloquence (1984)
- mit Peter Holbrook: The Politics of the Stuart Court Masque (1998)
- Shakespeare: The Seven Ages of Human Experience (2005)
- This Wide and Universal Theater: Shakespeare in Performance Then and Now (2007)
- Shakespeare’s Ideas: More Things in Heaven and Earth (2008)
- Shakespeare and Biography (2010)
- Murder Most Foul: “Hamlet” Through the Ages (2011)

## Auszeichnungen (Auswahl)
- 1964 Guggenheim-Stipendium[2]
- 1981 Guggenheim-Stipendium[2]
- 1985 Mitglied der American Academy of Arts and Sciences[3][4]
- 1986 Mitglied der American Philosophical Society[5]
- 2005 Mitglied der British Academy[6]